# Giancarlo Giannini
Giancarlo Giannini (ur. 1 sierpnia 1942 w La Spezia) – włoski aktor.
Laureat nagrody Festiwalu Filmowego w Cannes dla najlepszego aktora pierwszoplanowego, nagrody Festiwalu Filmowego w San Sebastián, sześciokrotny zdobywca nagrody David di Donatello i sześciokrotny laureat nagrody Nastro d’argento, nominowany do Oscara dla najlepszego aktora pierwszoplanowego. Rozpoznawalność zapewnił mu udział w filmach reżyserowanych przez Linę Wertmüller: Urażony honor hutnika Mimi (1972), Miłość i anarchia (1973), Porwani zrządzeniem losu przez wody lazurowego sierpniowego morza (1974), Siedem piękności Pasqualino (1975), Deszczowa noc (1978) i Francesca i Nunziata (2001).
6 marca 2023 otrzymał własną gwiazdę w Alei Gwiazd w Los Angeles znajdującą się przy 6361 Hollywood Boulevard.

## Życiorys

### Wczesne lata
Urodził się w La Spezia i większość swojego dzieciństwa spędził w osadzie Pitelli. W 1952 wraz z rodziną przeniósł się do Neapolu, gdzie uzyskał dyplom inżyniera elektronicznego w Państwowym Instytucie Technologicznym Alessandro Volta. Jako nastolatek przeprowadził się do Rzymu i studiował na Accademia Nazionale d’Arte Drammatica. 

### Kariera
W 1961 zadebiutował na scenie w roli elfa Puka w komedii Williama Shakespeare’a Sen nocy letniej. W 1963 wystąpił w roli Alfredo, przyjaciel Roberta w przedstawieniu Ku pamięci koleżanki (In memoria di una signora amica) w Teatro La Fenice. Przełom w jego karierze nastąpił, gdy Franco Zeffirelli w 1964 obsadził go w roli Romea w spektaklu Romeo i Julia wystawianym w The Old Vic.
Po raz pierwszy trafił na ekran w niewielkiej roli Gerarda Lemaire w dramacie kryminalnym I criminali della metropoli (Fango sulla metropoli, 1965) u boku Tony’ego Kendalla. Następnie pojawiał się w drugoplanowych rolach – jako Cellini w dramacie wojennym Edwarda Dmytryka Bitwa o Anzio (1968) z Robertem Mitchumem i jako Fabio de la Romagna w komedii wojennej Stanleya Kramera Tajemnica Santa Vittoria (1969) z udziałem Anthony’ego Quinna. W komediodramacie Liny Wertmüller Porwani zrządzeniem losu przez wody lazurowego sierpniowego morza (1974) zagrał postać żeglarza i rybaka Gennarino Carunchio. Kreacja melancholijnego rolnika Antonio „Tunina” Soffiantiniego w komediodramacie Liny Wertmüller Miłość i anarchia (1973) przyniosła mu nagrodę na 26. Festiwalu Filmowym w Cannes. Za rolę Pasqualino „Siedem piękności” Frafuso w komediodramacie Liny Wertmüller Siedem piękności Pasqualino (1975) został nominowany do Oscara w kategorii najlepsza rola męska, co było ciekawe ze względu na to, że jego występ nakręcony był wyłącznie w języku włoskim. Dubbingował również głos Jacka Nicholsona we włoskiej wersji Lśnienia, za co aktor ów przesłał mu gratulacje. 
Wcielił się w postać imperatora Shaddama IV w  trzyczęściowej telewizyjnej adaptacji (2000), Diuny Franka Herberta. Jego biegła znajomość języka angielskiego pozwoliła na wiele ról w Hollywood, w tym w horrorze psychologicznym Ridleya Scotta Hannibal (2001), horrorze Ciemność (2002) czy dramacie sensacyjnym Tony’ego Scotta Człowiek w ogniu (2004). Ponadto zagrał rolę René Mathisa w Casino Royale (2006)) i 007 Quantum of Solace (2008), 21. i 22 części przygód Jamesa Bonda.

## Życie prywatne
W latach 1967–1975 był żonaty z aktorką, reżyserką i scenarzystką Livią Giampalmo, z którą miał dwóch synów – Lorenzo (ur. 1967, zm. 1987 na tętniaka) i Adriano (ur. 10 maja 1971). W 1983 zawarł związek małżeński z Eurilla del Bono, z którą miał dwóch synów – Emanuele i Francesco, którzy są muzykami. 

## Filmografia
- 1967: Nie drażnijcie komara (Non stuzzicate la zanzara) jako Paolo Randi
- 1967: Arabella jako Saverio
- 1968: Bitwa o Anzio (Anzio) jako sierżant Cellini
- 1969: Tajemnica Santa Vittoria (The Secret of Santa Vittoria) jako Fabio
- 1970: Pewna prostytutka w służbie policji (Una Prostituta al servizio del pubblico e in regola con le leggi dello stato) jako Walter
- 1970: Dramat zazdrości (Dramma della gelosia - tutti i particolari in cronaca) jako Nello
- 1972: Hutnik Mimí dotknięty na honorze (Mimì metallurgico ferito nell'onore) jako Mimí
- 1972: Pierwsza spokojna noc (La Prima notte di quiete) jako Marcello
- 1973: Miłość i anarchia (Film d’amore e d'anarchia, ovvero 'stamattina alle 10 in via dei Fiori nella nota casa di tolleranza...) jako Tunin
- 1974: Czyny szlachetnego rodu (Fatti di gente per bene) jako Tullio Murri
- 1974: Porwani zrządzeniem losu przez wody lazurowego sierpniowego morza (Travolti da un insolito destino nell'azzurro mare d’agosto) jako Gennarino Carunchio
- 1974: Dobrze znaczy źle (Tutto a posto e niente in ordine)
- 1975: Igraszki o północy (A mezzanotte va la ronda del piacere) jako Gino Benacio
- 1976: Siedem piękności Pasqualino (Pasqualino Settebellezze) jako Pasqualino Frafuso
- 1976: Niewinne (L'Innocente) jako Tullio Hermil
- 1978: Krwawa zemsta (Fatto di sangue fra due uomini per causa di una vedova - si sospettano moventi politici) jako Nicola Sanmichele 'Nick'
- 1979: Dobre wiadomości (Le Buone notizie) jako L'Innominato
- 1979: Podróże z Anitą (Viaggio con Anita) jako Guido Massacesi
- 1979: Życie jest piękne (La Vita e bella) jako Antonio Murilio
- 1981: Lili Marleen jako Robert
- 1984: Amerykańska marzycielka (American Dreamer) jako Victor Marchand
- 1985: Gorączka hazardu (Fever Pitch) jako Charley
- 1986: Grzechy (Sins, TV) jako Marcello D'Itri
- 1989: Czerwona krew (Blood Red) jako Sebastian Collogero
- 1989: Król Neapolu (O re) jako Francesco II di Borbone
- 1989: Ekscentryczny wujek (Lo Zio indegno) jako Riccardo
- 1989: Nowojorskie opowieści (New York Stories) jako Claudio
- 1990: Życie u boku dzieci (Vita coi figli)
- 1990: Czas zabijania (Tempo di uccidere) jako major
- 1990: Słońce także nocą (Il Sole anche di notte) jako Sergio Giuramondo
- 1992: Była sobie zbrodnia (Once Upon a Crime...) jako inspektor Bonnard
- 1994: Jakub jako Laban
- 1995: Palermo Mediolan pod eskortą (Palermo Milano solo andata) jako Turi Leofonte
- 1995: Spacer w chmurach (A Walk in the Clouds) jako Alberto Aragón
- 1996: Po drugiej stronie ogrodu (Más allá del jardín) jako Bernardo
- 1996: Wilczyca (La Lupa) jako Angiolino
- 1997: Krok w stronę raju (Heaven Before I Die) jako złodziej
- 1997: Mutant (Mimic) jako Manny
- 1997: Ostatni cel (Ultimo bersaglio) jako Leo Steiner
- 1997: Zniknięcie Garcia Lorca (Disappearance of Garcia Lorca) jako Taxi
- 1998: Kolacja (La Cena) jako profesor
- 1998: Słodka bezczynność (Dolce far niente) jako Count Nencini
- 2000: Wybuchowa rodzinka (The Whole Shebang) jako Pop Bazinni
- 2000: Noc z Sabriną Love (Una Noche con Sabrina Love) jako Leonardo
- 2000: Diuna (Frank Herbert's Dune) jako Padyszach Imperator Szaddam Korrino IV
- 2001:  Hannibal jako Rinaldo Pazzi
- 2001: Francesca i Nunziata (Francesca e Nunziata) jako Giordano Montorsi
- 2001: CQ jako Enzo
- 2002: Joshua jako papież
- 2002: Ciao America jako Zi' Felice
- 2002: Ciemność (Darkness) jako Albert Rua
- 2002: Ojciec Giovanni - Jan XXIII (Papa Giovanni - Ioannes XXIII) jako Angelo Roncalli (głos)
- 2003: Plac pięciu księżyców (Piazza delle cinque lune) jako Branco
- 2003: Serce gdzie indziej (Il Cuore altrove) jako ojciec
- 2003: Mój dom w Umbrii (My House in Umbria) jako inspektor Girotti
- 2004: Człowiek w ogniu (Man on Fire) jako Manzano
- 2005: Pod słońce (The Shadow Dancer) jako ojciec Renzetti
- 2006: Casino Royale jako René Mathis
- 2006: Szlachetny kamień (Il Mercante di pietre)
- 2008: 007 Quantum of Solace (Quantum of Solace) jako René Mathis